# 知识考古学
《知识考古学》（L'Archéologie du Savoir）是米歇尔·福柯于1969年出版的著作。
该书对《词与物》所受到的评论做出了回应。该书涉及英美的分析哲学，尤其是言語行為理論。在该书中，福柯对话语的基本单元“陈述”进行了分析。该书是福柯的重要著作，在哲学上有很高的理论价值。